# محمد سروری
محمد سروری (۱۲۷۱ تهران – ۱۳۶۹ آمریکا) از قضات بلندپایه و دولتمردان معاصر و چهره‌های برجسته قضائی ایران است که دوازده سال ریاست دیوان عالی کشور را به عهده داشته‌است.

## تولد و تحصیلات
پدرش حاج آقا شیخ مهدی که از روحانیان و پیشنمازان سرشناس تهران بود و مادرش در دوران کودکی او درگذشتند و سروری با سرپرستی دایی‌اش بزرگ شد. نخست در حوزه‌های علمیهٔ تهران درس خواند و سپس دوره مدرسهٔ سیاسی را گذراند و به فرانسه رفت. در آنجا علاوه بر تحصیل در دادگاه‌ها نیز کارآموزی کرد.
چهار پسر حاج آقا شیخ مهدی هر کدام نام خانوادگی جداگانه‌ای برگزیدند و سه فرزند او در امور قضائی به بالاترین درجات رسیدند: هدایت‌الله ملک‌آبادی رئیس محکمهٔ شرع در تهران، عبدالحسین علی‌آبادی دادستان کل کشور و محمد سروری رئیس دیوان عالی کشور.

## خدمت در عدلیه
سروری پس از بازگشت به ایران در سال ۱۳۰۰ به خدمت عدلیه درآمد و کار خود را به عنوان وکیل عمومی (دادیار) آغاز کرد. در بهمن همان سال، سردار معظم (تیمورتاش) وزیر عدلیه شد و بنای تغییراتی در محاکم گذاشت. سروری از عدلیه بیرون رفت و پس از چند ماه که تیمورتاش برکنار شد بازگشت و تا اواخر سال ۱۳۰۵ که علی‌اکبر داور وزیر عدلیه شد در مشاغل بازپرس و سپس رئیس محکمه فعالیت کرد.
داور تشکیلات محاکم را جهت پایه‌ریزی نظام دادگستری تازه‌ای به هم ریخت و سروری را مدعی‌العموم (دادستان) تهران و سپس مدعی‌العموم دیوان جزای عمال دولت (دیوان کیفر کارکنان دولت) کرد. ادعانامه (کیفرخواست) علیه عبدالحسین تیمورتاش وزیر دربار را در سال ۱۳۱۱ سروری تنظیم کرد. پس از چندی مستشار و سپس دادستان دیوان عالی تمییز (دیوان عالی کشور) شد.
در ۲۶ شهریور ۱۳۱۲ داور در دولت محمدعلی فروغی وزیر مالیه شد. او سروری را هم با خود به وزارت مالیه برد و دادستان دیوان محاسبات کرد. چندی نیز مدیر مالیاتهای غیرمستقیم و مدیر کل وزارتی بود و سپس برای مطالعات قضائی به اروپا رفت. پس از بازگشت از اروپا دکتر متین دفتری وزیر دادگستری در ۲۳ بهمن ۱۳۱۷ سروری را به عنوان معاون خود به مجلس شورای ملی معرفی کرد.
در سال ۱۳۱۸ متین دفتری نخست‌وزیر شد و سروری تا پایان دولت متین دفتری وزارت دادگستری را کفالت (سرپرستی) کرد و با روی کار آمدن دولت منصور، این وزارتخانه را به قربانعلی آهی سپرد که در ۲۳ تیر ۱۳۱۹ به عنوان وزیر معرفی شد. سروری از آن پس بازرس دولت در بانک ملی شد تا پس از شهریور ۱۳۲۰ که بار دیگر به معاونت وزارت دادگستری بازگشت.

## وزارت
وقتی عبدالحسین هژیر در دولت محمد ساعد وزارت کشاور را عهده‌دار شد، سروری را به معاونت برگزید. در شهریور ۱۳۲۳ دولت ساعد استعفا کرد اما ساعد دوباره مأمور تشکیل دولت شد و این بار در پانزدهم شهریور سروری را به عنوان وزیر کشور به مجلس معرفی کرد. در دولت بعدی نیز که سهام‌السلطان بیات تشکیل داد، سروری جایگاه خود را حفظ کرد. او در دوران وزارت کشور خود، دست به اقداماتی همچون تبعید چاقوکشان به بندرعباس زد.
در کابینه‏ حکیم‌الملک که در زمستان سال ۱۳۲۶ تشکیل شد، سروری به وزارت دادگستری تعیین شد. او تحقیقاتی در مورد امتیازاتی را آغاز کرد که در زمان نخست‌وزیری قوام‌السلطنه برای صدور جو و برنج و واردات چای به چند تن از تجار داده شد. پرونده‌ای علیه قوام تشکیل داد و سرانجام در ۲۲ فروردین ۱۳۲۷ وزارت دادگستری لایحه اعلام جرم علیه قوام را به مجلس داد و او را متهم کرد که میلیون‌ها تومان از این تجار رشوه دریافت کرده‌است.
سروری پس از سقوط کابینه حکیم‌الملک مدتی ریاست هیئت تصفیه کارمندان دولت را برعهده گرفت ولی پس از مدت کوتاهی جای خود را به دکتر محمد سجادی داد. کار این هیئت تقسیم‌بندی کارکنان بلندپایه دولت در سه بند الف و ب و ج بر اساس میزان شایستگی آنها بود.

## ریاست دیوان عالی کشور
در سال ۱۳۲۸ که مجلس سنای ایران برای نخستین بار گشایش یافت، سروری به سناتوری تهران انتخاب شد. در سال ۱۳۳۱ که عبدالعلی لطفی وزیر دادگستری دولت محمد مصدق تشکیلات دیوان عالی کشور را به هم ریخت، در تشکیلات جدید سروری را به ریاست دیوان و حشمت‌الله قضائی را به دادستانی کل کشور منصوب کرد. ولی سال بعد پس از سقوط دولت مصدق، سروری بیکار شد.
در سال ۱۳۳۴ حسین علاء به نخست‌وزیری رسید و ماده سوم برنامه دولت او اصلاح تشکیلات دادگستری بود. جمال اخوی وزیر دادگستری کابینه نخواست یا نتوانست منظور نخست‌وزیر را عملی کند لذا جای خود را به عباسقلی گلشائیان داد. گلشائیان با استفاده از اختیارات قانونی خود، دست به انحلال دیوان عالی کشور زد. میرزا علی‌آقا هیئت رئیس دیوان عالی کشور و محمدعلی ممتاز رئیس کل دادگاه‌های تهران و عده‌ای از قضات این عمل را خلاف قانون تلقی کردند و از خدمت در دادگستری خودداری ورزیدند. گلشائیان در تشکیلات جدید دیوان عالی کشور، محمد سروری را دعوت به خدمت و مجدداً به ریاست دیوان عالی کشور منصوب کرد. سروری یازده سال بر دیوان ریاست کرد تا اینکه در سال ۱۳۴۶ بازنشسته شد.

## دیگر مشاغل
سروری در کنار مشاغل دیگر خود، از سال ۱۳۱۷ عضو شورای عالی بانک ملی بود و چندین دوره ریاست این شورا را به عهده گرفت. مدتی نیز مشاور حقوقی بانک ملی بود. ریاست شورای عالی بانک کشاورزی و ریاست شورای عالی شرکت سهامی بیمه ایران نیز از دیگر مشاغل اوست. سروری پس از بازنشستگی هیچ گونه سمت دولتی دیگری نپذیرفت. گفته می‌شود سه بار در سال‌های ۱۳۲۷، ۱۳۴۱ و ۱۳۵۷ به او پیشنهاد نخست‌وزیری شد اما نپذیرفت.

## فعالیت‌های خیریه
سروری در پایه‌گذاری و ادارهٔ بیمارستان مسلولین (ابوحسین) کوشش کرد. تالاری در این بیمارستان به نام تالار سروری نام‌گذاری شده‌است.

## درگذشت
محمد سروری پس از انقلاب چند سالی را در تهران زیست تا اینکه برای درمان به آمریکا رفت و همان‌جا در سال ۱۳۶۹ درگذشت.